# Johann Carl Georg Fricke
Johann Carl Georg Fricke (* 28. Januar 1790 in Braunschweig; † 4. Dezember 1841 in Neapel) war ein deutscher Chirurg.

## Leben
Johann Carl Georg Fricke war der Sohn von Johann Heinrich Gottlieb Fricke, der eine Stelle als Professor am Braunschweiger Collegium Carolinum innehatte. Johann Carl Georg Fricke nahm im Alter von 14 Jahren Unterricht an der anatomischen Lehranstalt in seiner Geburtsstadt und nahm vier Jahre später ein Medizinstudium an der Universität Göttingen auf. Nach der Promotion 1810 wechselte Fricke nach Berlin, wo ihn unter anderem Karl von Graefe im Operieren ausbildete.
1813 ging Fricke nach Hamburg, wo er die Stelle des Bataillonsarztes in der Hanseatischen Legion übernahm. Nach zwischenzeitlichen Verpflichtungen in Braunschweig kehrte der Arzt Ende 1814 nach Hamburg zurück, wo er in einem russischen Lazarett als Wundarzt arbeitete. Während dieser Zeit sammelte er umfangreiche chirurgische Erfahrungen. Ab 1815 übernahm er eine Anstellung als Wundarzt am Freimaurerkrankenhaus und wechselte 1817 an die Allgemeine Armenanstalt und arbeitete als Armenchirurgus der Israelitischen Gemeinde. 1816 gehörte der Chirurg zu den Mitgründern des Ärztlichen Vereins.
Seit 1818 gehörte Fricke dem Gesundheitsrat an, der als oberste Medizinalbehörde der Stadt eine beratende Funktion für den Hamburger Senat innehatte. Mit der Eröffnung des Allgemeinen Krankenhauses St. Georg 1823 übernahm Fricke die Stellen des dirigierenden Wundarztes und zweiten Hospitalarztes. Er engagierte sich für die Gründung einer Anatomisch-Chirurgischen Lehranstalt, die 1833 eingerichtet wurde.
1840 zeigte Fricke Symptome einer Lungenkrankheit, woraufhin er aus dem Dienst ausschied. Fricke unternahm daraufhin Kuraufenthalte in Heidelberg und Neapel, wo er 1841 verstarb.
Fricke war verheiratet. Seine Frau starb 1840.

## Bedeutung für die Wissenschaft
Fricke beschrieb unter anderem 1829 in seinem Werk Die Bildung neuer Augenlider eine neue Methode der Blepharoplastik und 1840 Über die Operation zur Heilung des Strabismus, die das Schielen behandelte. 1830 beschrieb er in Über die Torsion eine Methode zur Stillung von Blutungen. Zahlreiche Erkenntnisse, die er während seiner Tätigkeit am Krankenhaus in St. Georg machte, hielt er schriftlich fest.
Neben chirurgischen Methoden beschäftigte er sich auch mit anderen medizinischen Fachrichtungen, darunter 1812 mit den Wirkungen des tierischen Magnetismus. 1826 versuchte er, alternative Behandlungsmethoden für die Syphilis zu finden.

## Ehrungen
1828 wurde er zum Mitglied der Deutschen Akademie der Naturforscher Leopoldina gewählt.
In Hamburg erinnert die Frickestraße in Eppendorf an Johann Carl Georg Fricke. Sie trägt diesen Namen seit 1887 und 1928.
- Dannebrogorden, Ritter (1831)
- Orden des Heiligen Wladimir, 4. Klasse (1838)
- Wasaorden (1839)